# Jatake (Jati Uwung)
Jatake is een bestuurslaag in het regentschap Tangerang van de provincie Banten, Indonesië. Jatake telt 17.130 inwoners (volkstelling 2010).